# La Maison de Dracula
Pour plus de détails, voir Fiche technique et Distribution.
La Maison de Dracula (House of Dracula) est un film américain réalisé par Erle C. Kenton, sorti en 1945. Il s'agit de la suite du film La Maison de Frankenstein.

## Synopsis
Le comte Dracula rend visite au docteur Edelman, il lui demande de le guérir pour qu'il ne soit plus un vampire, ce que le docteur accepte. Larry Talbot, un pauvre loup garou, lui demande aussi de l'aide mais ne supportant plus d'attendre, il saute dans l'eau et se retrouve dans une grotte. Le docteur Edelman, avec l'aide des villageois, descend dans cette grotte mais c'est la pleine lune ; Edelman se fait attaquer mais Edelman avait calculé son coup pour venir quand la lune se couche ; Larry redevient donc humain et découvre le squelette du docteur Neeman qui avait été aspiré dans des sables mouvants avec le monstre de Frankenstein. Ce dernier est toujours en vie ; le docteur Edelman le recueille donc bien qu'il n'a pas assez d’énergie pour se mettre debout, si bien que le docteur Edelman décide de ne pas le faire revivre.
Le comte Dracula ne veut pas être guéri, il a fait cette mise en scène pour retrouver une femme qu'il connaissait alors il l'a envoûté. Pendant qu'il prélève son sang, Dracula échange les seringues, ce qui fait qu'Edelman a le sang de Dracula en lui. Dracula retourne dans son cercueil mais Edelman met son cercueil en plein soleil, ce qui tue Dracula. La fille que Dracula avait envoûtée est donc guérie. Edelman fait une opération à Larry Talbot qui devrait le guérir de sa lycanthropie. Le docteur Edelman ayant le sang de Dracula en lui, il devient fou, il sort et tue quelqu’un, Larry l'a vu. C'est la pleine lune et Larry Talbot ne devrait plus se transformer. Et par miracle le docteur Edelman a réussi car Larry Talbot n'est plus un loup-garou. Edelman fait revivre le monstre de Frankenstein. Larry tue Edelman. Et le monstre meurt dans la maison en feu.

## Fiche technique
Source principale de la fiche technique :
- Titre français : La Maison de Dracula
- Titre original : House of Dracula
- Réalisation : Erle C. Kenton
- Scénario : Edward T. Lowe Jr.
- Direction artistique : John B. Goodman et Martin Obzina (en)
- Musique : William Lava
- Costumes : Vera West
- Photographie : George Robinson
- Montage : Russell F. Schoengarth
- Production : Paul Malvern et Joseph Gershenson
- Société de production : Universal Pictures
- Société de distribution : Universal Pictures
- Pays de production :  États-Unis
- Langue : anglais
- Format : Noir et blanc - Son : Monophonique (Western Electric Recording) - 1,37:1 - Format 35 mm
- Genre : Film d'horreur
- Durée : 67 minutes
- Dates de sortie :
  - États-Unis : 7 décembre 1945
  - France : 31 mars 1948

## Distribution
Source principale de la distribution :
- Lon Chaney Jr. : Lawrence Stewart Talbot / le loup-garou
- John Carradine (VF : Alain Louis) : Comte Dracula
- Martha O'Driscoll : Miliza Morelle
- Lionel Atwill : l'inspecteur de Police Holtz
- Onslow Stevens : Dr Franz Edelmann
- Jane Adams (en) : Nina
- Ludwig Stossel : Siegfried
- Glenn Strange : le monstre de Frankenstein
- Skelton Knaggs : Steinmuhl

## Distinctions
Source principale des distinctions :

### Nomination
- 1946 : nommé au Prix Hugo dans la catégorie Long métrage

## Autour du film

### Série de films
- Frankenstein
- La Fiancée de Frankenstein
- Le Fils de Frankenstein
- Le Fantôme de Frankenstein
- Frankenstein rencontre le loup-garou
- La Maison de Frankenstein
- La Maison de Dracula
- Deux Nigauds contre Frankenstein